# Cyrus Alai
Cyrus Alai (persa: سیروس علایی) é um engenheiro persa-britânico, colecionador de mapas e autor do livro General Maps of Persia.
Alai nasceu em Teerã e estudou na Universidade Técnica de Berlim. Antes da Revolução de 1979, ele era professor na Universidade de Teerã. Logo após a revolução, ele se mudou para Londres.
Alai contribuiu para várias publicações, como a Encyclopædia Iranica, para as entradas relacionadas à cartografia da Pérsia.
Ele é autor de dois livros: General Maps of Persia e Special Maps of Persia, publicados pela Brill Publications na Holanda em 2006 e 2009. Ele doou sua enorme coleção de mapas persas para a Universidade de Londres.